# Еккерсдорф
Еккерсдорф (нім. Eckersdorf) — громада в Німеччині, розташована в землі Баварія. Підпорядковується адміністративному округу Верхня Франконія. Входить до складу району Байройт.
Площа — 36,19 км2. Населення становить 5105 ос. (станом на 31 грудня 2020).